# Sol (koloid)
Sól je liofobna suspenzija trdnih delcev velikosti od 1 nm do 1 μm v kapljevini.
Soli so pripravljeni z disperzijo ali kondenzacijo. Disperzijske tehnike vključujejo mehansko drobljenje trdnin do koloidnih dimenzij v suhem ali mokrem krogličnem mlinu. Pri kondenzacijski metodi povzročimo obarjanje koloidnih delcev iz raztopine v koloidno fazo, bodisi z dodajanjem soli, bodisi s spreminjanjem temperature.